# 南野陽子
南野 陽子（みなみの ようこ、1967年〈昭和42年〉6月23日 - ）は、日本の女優、タレント、歌手。愛称は、ナンノ。
兵庫県伊丹市出身。ケイダッシュ（1999年から2022年末まで）を経て、サザンフィールド所属。

## 略歴

### 歌手デビューまで
1967年6月23日、近畿中央病院で産声を上げる。父親が島田陽子のファンであったことと、太陽のように明るく育って欲しいとの思いから、「陽子」と名付けられる。尼崎市立塚口小学校・伊丹市立伊丹小学校を経て、神戸市の私立松蔭女子学院中学・高校へ入学。同校在学中、友人と大阪の公開番組を観覧したときスカウトされる。両親から猛反対を受けるが、「私の人生なんだから、私が決める」と芸能界入りを決意。衣替えしていたのを見た母親は娘が家出すると勘違いし学校に相談。教師が「南野が歌手になるらしい」と他の生徒に発表して級友からお別れのカードを贈られるなどあとにひけない状況になったため、やむなく上京したという。
高校2年生の夏に上京し、CBSソニーのオーディションを受けて合格する。CBSソニーでは山口百恵をプロデュースした酒井政利のセクションの担当となる。堀越高等学校に3学期から編入。1984年秋、テレビドラマ『名門私立女子高校』（日本テレビ系）の生徒役で女優デビュー。
18歳の誕生日である1985年6月23日に「純だね、陽子」「可憐だね、陽子」のキャッチフレーズのもと、CBSソニーから「恥ずかしすぎて」で歌手デビュー。この時、『週刊少年マガジン』1985年20号で表紙を、『DELUXEマガジン』1985年4月号でいきなり36ページの巻頭ページを飾る。
1985年8月：日生劇場「リトルウィミン―若草物語」で舞台デビュー。

### スケバン刑事シリーズでブレイク
1985年11月：フジテレビ系ドラマ『スケバン刑事II 少女鉄仮面伝説』で主人公の2代目・麻宮サキ役を演じる。アイドルが孤独と戦いながらハードアクションに挑むという過去に例を見ない設定は、小さい子供からハイティーンまで熱烈なファン層を生み、一躍トップアイドルの座を獲得して80年代後半のシーンを席巻する。「おまんら、許さんぜよ!」の決め台詞も流行した。1986年3月発売の写真集『陽子をひとりじめ……』は、それまで最高に売れたと言われる薬師丸ひろ子の記録を抜き、当時の女性アイドルの写真集の発行部数でトップとなる。出演ドラマ・CMもヒットし、「10代の女神」と称されるなど当時のティーンエイジャー層に絶対的な人気を誇った。
デビュー時からニッポン放送でラジオの冠番組「南野陽子 落書きだらけのクロッキー・ブック」でパーソナリティを務め、1986年10月2日からニッポン放送の『南野陽子 ナンノこれしきっ!』開始。1990年6月24日に終了。当時ニッポン放送で2番目にハガキの多かった番組の3倍のハガキが届く伝説の番組となった。アイドル番組史上最も人気のあったラジオ番組のひとつとされ、ドラマや歌番組では伝わらない素顔や魅力を、ラジオが最大限に引き出すことを証明した。アイドルでありながらコメディエンヌ的な素養も評価されており、「ヴァラエティ番組全盛期なら、最高の存在になれる人」との評価もあった。

### トップアイドル時代
1987年：2月、映画『スケバン刑事』主演。主題歌の『楽園のDoor』で初のオリコンチャート第1位を獲得。4月リリースの『話しかけたかった』で音楽番組『ザ・ベストテン』(TBS)でも初の1位となる。ドラマ、映画、レコード、写真集とヒット作を連発し、「カリスマアイドル」「ナンバーワン・アイドル」と称される活躍を示す。
1987年にリリースされた『楽園のDoor』『話しかけたかった』『パンドラの恋人』『秋のIndication』の4作すべてで週間チャート1位を獲得し、この年の日本レコードセールス大賞アーティスト別年間シングルセールスで1位を獲得。
その後も『はいからさんが通る』『吐息でネット。』『あなたを愛したい』『秋からも、そばにいて』などヒット曲を連発。
8曲連続オリコン1位を記録（間をおいて「フィルムの向こう側」で1位を獲得。計9曲）。1987年2月から1990年2月までの3年間で、1位を最も多く獲得した歌手となった。
曲と同名映画『はいからさんが通る』では、主演・南野の衣装が評判を呼び、卒業式や成人式に女子が大正ロマン風に袴を履くスタイルが広まった。
1988年：NHK大河ドラマ『武田信玄』に出演。1人2役を演じて注目を集める。初回視聴率42.5パーセントと歴代大河ドラマ初回視聴率の最高記録を塗り替え、“ナンノ現象”と呼ばれた。このころハードスケジュールから腎盂腎炎を発症し13日間入院。仕事は続けていたため病院からテレビ局に通い、当時のヒット曲『吐息でネット。』を歌った。カネボウ化粧品の春のキャンペーンガールに起用され、CMソングとなった同曲は、自身最大のセールスを記録する代表曲となる。3月リリースのベスト・アルバム『NANNO Singles』はオリコンアルバムチャートで2週連続1位、4月のマンスリーチャートでもアルバム・LP・カセット・CDの四部門すべてでトップと四冠を達成する。
またフジカラー、ONKYO、富士通、JR西日本などCF出演クライアント数11社、関連商品数15件と、多数の企業のイメージキャラクターに起用されCMに出演。江崎グリコのグリコアーモンドチョコレート、セシルチョコレートなどのCMキャラクターとしても起用され、山口百恵、松田聖子といった、グリコの同商品のCMにおける正統派アイドル路線を継承した。
この年のフジテレビ系ドラマ『熱っぽいの!』『追いかけたいの!』の2作品に主演し、コミカルで愛らしいキャラクターを演じた。当時の『ザテレビジョン』誌上のランキング人気投票では人気タレントやトップアイドルの名前が並ぶ中、俳優部門・歌手部門の両方で1位を獲得している。全投票合計数でも、1987年から1990年まで4年連続で、女性タレントでトップであった。
ブロマイド年間売上成績でも第1位を獲得。また同年グレナダが発行する『世界のスター切手』にティナ・ターナー、マドンナ、エルトン・ジョン、ブルース・スプリングスティーンと共に、日本のスターとして切手の題材となる。
1989年：7月リリースのスタジオ・アルバム『GAUCHE』がオリコンアルバムチャート1位を獲得。8月、日本テレビ系列『24時間テレビ』のチャリティー・パーソナリティを務める。東南アジアの各国（カンボジア・タイ王国・ベトナム）を取材し学校や病院、孤児院などを訪問。現地の子供たちと交流した様子をリポート。同国への小児病院建設のための募金を呼び掛けた。また、自身の楽曲「思いのままに」が番組のメイン・テーマ曲として使われた。12月、フジテレビ系ドラマ『あいつがトラブル』主演。
同年、当時の所属事務所エスワン・カンパニーから独立、個人事務所サザンフィールド設立、歌手活動はビーイングと業務提携した。
1980年代後半に最も活躍した女性アイドル4人（南野、中山美穂、浅香唯、工藤静香）は当時アイドル四天王と呼ばれていた。
別冊宝島の調査によると、1980年代のシングル総売上は年間ベスト50位以内に限っても232.2万枚と当時の女性アイドル中6位。年間ベスト50位以内ランクイン曲数も10曲と当時の女性アイドルでは中森明菜、松田聖子に次ぐ3位であった。

### 女優として
1990年代以降は主に女優業を中心に活動。舞台を含め250作以上の作品に出演。文芸作品からサスペンス、時代劇、コメディなど、幅広いジャンルで活動を続けている。
1990年：ウィーン・オーパンバルでデビュタントとして、社交界デビュー。
1992年：歌手活動休止。女優業に専念。映画『寒椿』、映画『私を抱いてそしてキスして』主演。第16回日本アカデミー賞優秀主演女優賞を受賞。
1995年3月：帝国劇場で公演された舞台『ゆずり葉の井戸』に出演。以後、舞台出演は年1本ペースで女優として活動の幅を広げる。
1999年：ケイダッシュへ移籍する。

### 2000年代: 歌手活動の再開
2005年：歌手デビュー20周年で、ソニー・ミュージックエンタテインメントより6月22日全アルバムを収納したCD-BOX『南野陽子 ナンノ・ボックス』9月28日『ナンノ・DVDボックス』、ポニーキャニオンより7月27日「はいからさんが通る/吐息でネット」をセルフカバー・マキシシングルとして発売。
2006年：芸能生活20周年企画として、自身のドラマ・歌手・映画・舞台の各シーンを再現したフィギュア「NANNO FIGURE」を発売。同年12月、第2弾としてグラビア編も登場。
2006年10月2日：ニッポン放送のラジオ番組『南野陽子 今日はナンノ日っ!』がスタート。十数年のブランクを経てラジオ番組のパーソナリティを5年間にわたり務めた。
2007年4月4日：フジテレビ系『森田一義アワー 笑っていいとも!』の水曜日レギュラーとなった。
2008年4月3日：笑っていいとも木曜日レギュラーへ移動し、2009年10月1日まで2年6か月間出演した。
9歳から住んでいた兵庫県伊丹市から、同市をPRする「伊丹大使」の委嘱を受けた。
2008年12月：テレビショッピング専門チャンネルのQVCにて、女優の普段着をコンセプトにした本人企画・デザインのブランド「Actress Princess」を立ち上げる。

### 2010年代
2010年4月：NHKEテレ「芸能百花繚乱」進行役就任。2013年4月からは、番組リニューアルにより「にっぽんの芸能」全体の司会進行をNHKアナウンサーの古谷敏郎と共に務める。
2010年11月：『ナンノ・アニバーサリー25th』、2011年2月『ReFined-Songs Collection 〜NANNO 25th Anniversary』リリース。
2011年3月：知人を介して焼肉店で知り合っていた4歳年下の会社経営者の男性と結婚。報告会見で自身も晩婚と認めていたことと代表作がスケバンであったことから「スケバン（晩）婚」とギャグを行った。
2012年6月13日：森口博子・西村知美とのユニットを結成（「Blooming Girls」として「Knock!! Knock!! Knock!!」でCD発売。）。
2013年8月：公式ファンクラブ「Nanno Club」会報100号（通巻101号）で9月30日付でファンクラブ活動終了を発表。9月2日： Facebook南野陽子公式ページ「Nanno Club part3」開設。
2015年12月9日： 歌手デビュー30周年記念盤として、『ゴールデン☆アイドル 南野陽子 30th Anniversary』をリリース。
2016年2月：約25年ぶりとなるソロコンサート「〜南野陽子デビュー30周年記念コンサート〜NANNO 30th ANNIVERSARY」を大阪・東京で、計6公演開催。同年6月26日：デビュー30周年記念コンサートの追加公演「〜南野陽子デビュー30周年記念コンサート〜NANNO 31st ANNIVERSARY〜シンデレラ城への長い道のり〜」を舞浜アンフィシアターにて開催。
2018年：NHK大河ドラマ『西郷どん』に幾島役で出演。

### 2020年代以降: カンボジア親善大使への任命
2020年：最高視聴率32.7パーセントを記録したTBS『半沢直樹』第2シリーズに平山美幸役で出演。
2021年：『ネメシス』にチームネメシス最後のメンバーとして出演、役作りとして髪色を大幅に変えた。同年、16年ぶりの新曲「空を見上げて」「大切な人」を発表。翌年には7インチアナログとして両A面でシングル発売。
2023年：カンボジア親善大使に任命される。同年11月27日、夫と離婚したことを発表。
2024年：番組で知り合ったことをきっかけにNight Tempoのアルバム『Connection』にゲスト・ヴォーカルとして参加。韓国毎日放送の音楽番組『日韓歌王戦』『日韓トップテンショー』に出演。
2025年：5月、京都府舞鶴市の親善大使に就任。6月、神戸松蔭大学の客員教授に就任。オフィシャルファンクラブ「Nanno Club part5」開設。

## 人物

### 人柄
- アイドル時代、ロケ先などで缶飲料はそのまま口を付けては飲まずに、缶にストローを刺して飲む独特のスタイルで知られた[82][83]。
- 幼いころは「少年少女世界文学全集」を好んで読んでいた[84]。小学6年生当時の自身の将来の夢は、イラストレーターか中国語の通訳か社長秘書。高校生時代にスカウトされるまで、芸能界への興味はあまり無かったという[85]。
- 仕事などから帰宅してすぐに、必ず5分は、自宅の清掃を行うという[86]。これは、オンとオフを切り替えるための儀式のようなものであるという[86]。また、日課として最低1時間は風呂に入り、さまざまなことをしてリラックスするという[87]。
- 髪型は『スケバン刑事II』のころからハーフアップにすることが多く、南野の定番スタイルとなっている[88]。ハーフアップやポニーテール、レースやモヘヤの衣装といった柔らかいイメージのビジュアルとなっていったのは、多くのアイドルがひしめいていた中で他と差別化する意図もあったと語っている[85]。
- 基本、運動はしないものの、36歳の時に行った富士登山をきっかけに、登山を楽しむようになった[89]。
- 南野の愛称は「ナンノ」であるが、実はそれこそが一族本来の名字の読みだったことがNHKのファミリーヒストリー（2023年6月2日放送）で判明した[90]。自分の3代くらい前で読みが「ナンノ」から「ミナミノ」に変わったらしいと本人も明かしている[9]。

#### 美容・健康
美肌女優の評判がある南野ではあるが、仕事時のメイクの9割以上は自分でこなしているという。普段のスキンケア化粧品については「みんなが気軽に手にできるようなもの」を使用しており、美容医療にも特に興味はないと語っている。見た目の若さに固執しないことと綺麗を諦めることは同義ではないといい、加齢に伴うその年代らしい美しさがあるとしている。マイルールは良く寝て良く食べること。年齢を重ねたらある程度ふくよかな方が落ち着きがあってよいと語り、ストレスになるダイエットはしない主義。運動音痴なのでジムにも通わず、無理なく続けられるものしかしないのが南野流美容法としている。香水は資生堂の「シャワーコロン」から始まり、資生堂「インウイ」、カルバンクライン「エスケープ」を経て、イヴ・サンローラン「ベビードール」、エスティローダー「プレジャーズ」などを愛用していた。お気に入りのフレグランスは「アックア・ディ・パルマ」のもの。

### 親族・交友関係
- 弟がいる[5]。
- 南野の父方の先祖は明治のころ、兵庫県前坂村（現・西脇市黒田庄町前坂）で農業や馬喰を生業としていた[90][94]。南野は2011年に母を亡くし[95]、兵庫県の実家に、一人残された父は気分が沈みがちになったため、心配した南野は東京の自宅に父を呼び寄せ、一緒に生活をしていたが、2022年に父も85歳で亡くなった[96]。
- 本田美奈子.とは芸能界で最大の親友であり、CMで共演した。また、岡田有希子とも仲が良かった。2名とも南野の堀越高等学校在校時のクラスメートである。堀越高校のクラスメートには他に倉沢淳美、桑田靖子、柴田くに子（セブンティーンクラブ）、田中久美、長山洋子、松尾久美子、松本友里、宮崎萬純などが居る[97]。
- 松本典子が南野のコンサート[98]を観に行った際に関係者の紹介で楽屋へ訪問したところ、南野の方から「電話番号おしえてください」と声をかけられ、同じレコード会社で考えも似ているところがあることから交友が深まったという[99]。松本はその後南野のラジオ番組に出演しその際のエピソードを披露している[100]。また南野が病気で倒れた際は、南野に代わり『ナンノこれしきっ！』の代理パーソナリティを務めた[101]。

### 逸話
マガジンガール
上京して堀越学園に転校したが、売れっ子は学校に来れないが南野は毎日通っていたため、「南野、仕事無いのか?」と心配されるほどだった。そのため学校のアイドル友達に仕事の種類や請け方を聞いて、自らテレビ局や雑誌社へ売り込みに回っていた。マスコミ関係者に会うたび「お仕事ください」と言っていたという。そのような中、『週刊少年マガジン』兄弟誌の『DELUXEマガジン』で4ページの特集記事が決まる。喜んで撮影に出かけたが、高校生ながら完璧にメイクされた不自然な自分の顔に違和感があり、化粧室で黙ってメイクを落とした。雑誌に掲載されたその時の写真は酷い出来になっていた。リベンジのため再度編集部を訪問して自分の思いや要望を伝えたところ、今度は『マガジンガール』として20ページの特集が決まった。南野は「ビートたけしさんより先に講談社へ乗り込んだ」と語っている。カメラテストの際、カメラマンの野村誠一が表情の乏しさを指摘していたことから反省し、菊池桃子、斉藤由貴、川島なお美などのトップアイドルや女優の写真を見て表情の研究をして撮影に臨んだ。その甲斐もあり、20ページの予定が36ページの特集となった。こうしたマガジンガールとしての活躍が業界関係者に注目され、『スケバン刑事』への起用に繋がっていく。
スケバン刑事
『スケバン刑事II』でアクションをこなし、土佐弁訛りを交えた決まり文句「鉄仮面に顔を奪われ十と七とせ、生まれの証しさえ立たんこのあてぇが何の因果かマッポの手先。二代目スケバン刑事（デカ）麻宮サキ。おまんら許さんぜよ!」は子供たちの「ごっこ遊び」に反映され、若者の間でも流行した。しかし運動が極度に苦手で、アクションシーンの撮影に苦労する。たとえば腕立て伏せができなかったため、ワイヤーで腰を上から吊ってもらったり、リンゴの中身をくり抜いて握りつぶしたりなどが挙げられる。助監督の武田秀雄は、「（南野が）初めてでんぐり返しをできるようになった時は、スタッフ全員で拍手したんですよ」と語っている。撮影現場では、「遅い」「どんくさい」「帰れ!」などと厳しい言葉を言われ、できない自分に泣いたこともあったという。
『スケバン刑事II』への起用が決まった時は「学園ものが決まった」と伝えられ、自分が出演するのは学園ドラマだと思っていたので、「だまされたって思った」と本音を明かしたことがある。
テレビシリーズで監督を務めた坂本太郎は、「陽子ちゃんはクレバーでね、内にこもるタイプだったなぁ。そういう意味ではとてもアイドルっぽかったと思う」「芯が強くて、非常にプロ意識が高い女の子でしたね」と評している。
劇場版スケバン刑事では撮影前に監督の田中秀夫に「何でも自分でやらせて下さい」と直訴し、体調の問題で2カットだけスタントマンを使った以外は南野本人がすべてこなしたが、それでも吹き替えを使ったことに関しては非常に悔しがったという。殺陣師の岡田勝は、テレビシリーズの撮影前に大野剣友会の道場で特訓した際は、前転も腕立て伏せもできなかったころの南野とは別人のように成長したと語り、南野や初代仮面ライダーの藤岡弘のようなガッツや根性のある役者は必ず成功すると語っている。
劇場版での麻宮サキとヘリコプターに乗った敵との戦闘・爆破シーンの撮影は昭和の特撮テレビ番組で恒例の採石場（寄居、大英鉱業）で行われた。「アクション映画には弾着や爆発はつきものだから、と割り切ってやりましたけど、はっきりいってあんなこわいものはありませんね。坂上忍さんのように50発も火薬を体につけられなかっただけ、しあわせでした」と撮影時の苦労を振り返った。
ナンノこれしき
1987年のニッポン放送のイメージキャラクターに選ばれ、デーモン小暮と歌う「まかせてチョンマゲニッポン放送」のジングルがこの年使用された。自身のラジオ番組『南野陽子 ナンノこれしきっ!』はそれまで聴取率の低かった日曜深夜という時間帯ながら、ハガキやプレゼントの量はトップを独走する人気番組となった。
- 『ナンノこれしきっ!』で南野のモーニングコールが録音された「ナンノで起きろカセット」のプレゼント企画をしたところ、それまで最大だったチェッカーズの10万枚を上回る、ニッポン放送史上最大の15万通のハガキの応募が集まった。また、上記の企画で集まった大量の応募ハガキを、雑誌のカメラマンが「上に投げてみて」とリクエストしたところ、南野は「リスナーが書いてくれた大切なハガキを投げるなんて、できません」とはっきり断った。番組ディレクターの松島宏は、南野を「ファンの気持ちをとても大切にする人」であると語っている。
- 「好きなヒーロー、テレビ番組は『超人バロム1』」と公言し、『ナンノこれしきっ!』内でもしばしば話題に取り上げていた。また、TBSで放送されていた『テレビ探偵団』において、子供のころ好きだった番組は「北斗と南が2人で変身するまでの『ウルトラマンA』」と答え、「2人で変身してこそエース」と発言している。
- マイクロキャビンのアクションロールプレイングゲーム『サーク』に、南野演じる南条円そっくりの看護師が出てくる。主人公ラトクに「熱っぽいの?」と聞くと、ラトクは「ナンノこれしき!」と答える。

歌番組
- 新曲を発売する度に歌番組で着用する衣装を自らデザインしていたが、先輩の中森明菜からは大きな影響を受けていたという。衣装の自作は自分の個性を出すためであると同時に、ファンが真似て着てもいいようにと、派手にならず価格も安くあげていたという。歌番組では他の出演者の衣装の色と被らないようにしたり、セットと衣装との兼ね合いなど、画面で見たときに華やかに見えて視聴者に喜んでもらえるようにと、様々な部分でこだわりがあったと語っている。また、振付は多忙でレッスンを受ける時間が無かったため、移動中の車の中で自ら考案していた。当時は毎日が紅白歌合戦のようだったと述懐している。
- 『ザ・ベストテン』のプロデューサー・山田修爾は、年一回、年末に『ザ・ベストテンスペシャル』をやる時、ランスルーで自分の出番が終わっても最後まで3〜4時間、ずっとMC席に座って他の歌手の歌を聞いていたのが南野と中森だったと語っている。
- 夜の9時を過ぎるとテレビが消されてしまう家庭で育ったので、『ザ・ベストテン』に自身が出演するようになった際は（第10位からカウントダウン形式で発表される中で）早く出ないと小さな子が見られなくなるのでランクは低い方が良いと番組内で語っていた。『話しかけたかった』で初めて2位になった際は「よい子のみなさん、遅くまで起きてくれてどうもありがとう」と番組を見ている子供たちへ向けてメッセージを送った。
- 日本テレビ系『歌のトップテン』に出演した際、南野をモデルにした作品を文化祭に出展したことがきっかけで、番組にゲストとして呼ばれた男子高校生と握手する時、衣装の長い右手袋をわざわざ取って、直に握手したというエピソードが残っている。1988年11月放送。

コマーシャル
- アイドル時代、オーディオメーカーのONKYOのCMキャラクターに起用されていた。当時はミニコンポがよく売れた時代で、高校の合格祝いにミニコンポを買ってもらう人が多く、その際に“南野陽子のオンキヨー”といった指名買いが非常に多かったという。南野がCM出演していたミニコンポ「ラディアン」はよく売れたといい、当時のONKYOの営業担当者は「右手にパンフレット、左手には南野陽子さんのテレホンカードの束を持って商談に臨んだ記憶があります。バイヤーからは、商談に来なくていいからテレホンカードだけ持ってきてくれと言われたこともありました」と語っている。

アイドル時代
- デビューした時、「3年間は男の子と口をきかない」と決めて、それを守った。アイドルだから変なことで噂になってはいけないと思い、他の役者とも挨拶や打ち合わせ以外では話さなかった。ストイックにファンの人が嫌がることはしないと決めていたという。歌番組で他のアイドルが男子からちょっかいを出されていても、話しかけるなオーラを出していた南野には一度も無かった。1位を獲るまでは男の子とは話さない、好きな食べ物を我慢するなど自らを律していたという。
- 『スケバン刑事II』に出演していたころにフジテレビ局内でとんねるずの石橋貴明が彼女とすれ違った時、あまりの綺麗さに衝撃を受けたらしい。1988年の正月特番『ナンノこれしき とんねるず』で石橋は「前から応援していた本当の（南野）ファン」と語った。南野は、歌番組で一緒に居ると安心したのがとんねるずだったと語っている。その後TBS『時間ですよ』、フジテレビ『とんねるずのみなさんのおかげです』などで多く共演を果している。
- 『歌のトップテン』の司会者だった徳光和夫は当時を振り返り、「テレビ局のスタッフも南野さんのあまりの綺麗さにざわついた」と語っている。
- 『ザ・ベストテン』のプロデューサー・山田修爾は、南野の番組初出演時を振り返り、「会う前は、また、ちょっと可愛コちゃんか、くらいにしか思ってなかった。が、会った途端、ボク流の見方でいうと『スター』らしさがあった。エライ美形なんです。正直、新鮮な驚きでしたね」と語り、また、「南野陽子の魅力は、単なる可愛いコではないゾ。ということに尽きると思いますが、加えて、これまでの芸能界にはなかった品があるからではないでしょうか。しかし、スター性がある。それが南野陽子の価値だと思っています」と語っている。
- 水着姿になるのが嫌で、レコードデビューする際に「水泳大会と、レコード会社対抗の運動会の2つに出なくていいんだったら」ということを、その条件として提示していたという。衣装についても「これは無理」などと意見したり、あるCMの撮影現場で、衣装は洋服のワンピースを約束したつもりが用意されていたのが「ワンピースの水着」だったことで、約束と違うということですぐその場から帰ったこともあったと打ち明けたことがある。

タレントとして
- GLAYのTAKUROと氣志團の綾小路翔がタクシーを止めたところ、乗車拒否された。そのタクシーが少し走った先で止まり客を乗せていたため、誰だと思い見てみるとその乗客は南野であった。また、中森明菜が後年、当時活躍していた女性アイドルでもし喧嘩したら負けそうなアイドルは誰か尋ねられた際、中森は南野の名前を挙げたという。
- 2007年『笑っていいとも!』レギュラー出演が決まった際の会見では、「活躍は出来ないと思います」と語った。しかし、2008年5月 - 9月まで放送されたクイズコーナー「ザ・共通10」での正答率は高く、正解回数は1位だった。また最速正解記録も持っており、わずか6秒で正解していたことが「ザ・共通10ファイナル（最終回）」にて発表された。年末恒例の『笑っていいとも!特大号』の「ものまね歌合戦」コーナーにも出演、2007年はにしおかすみこを、2008年は鳥居みゆきをそれぞれ披露した。

### 音楽性
正統派アイドルと称された南野は、音楽志向の強かった中森明菜や本田美奈子と異なり、伝統的なアイドル・シンガーであった。『ジェラート』から『GARLAND』のころまではひとりの少女の成長を見守るように一曲一曲が作られ、山口百恵、松田聖子の系譜に並ぶ、ソニー謹製・正統派アイドルソングの宝庫となっている。南野が学生時代を過ごした神戸三宮辺りのノーブルな佇まいを醸し出す上品でクオリティの高い楽曲群は、デビュー以来南野のサウンドを支えてきたCBSソニーの担当ディレクター・吉田格、編曲家の萩田光雄の功績に他ならない。
CBSソニーの女性アイドルには、天地真理、南沙織、浅田美代子、キャンディーズなどがいたが、ディレクターの吉田は、そうしたエンターテインメントの時代の路線ではなく、自分のライフスタイルを歌にしてポップなメロディに乗せる、松任谷由実や竹内まりやのような路線を意識していたという。作曲家陣も木戸やすひろ、岸正之、亀井登志夫、柴矢俊彦、国安わたるといったメンバーで、作詞者も小倉めぐみ、康珍化、戸沢暢美といった布陣。従来の歌謡曲やアイドル・ポップスを手掛けてきた職業作家たちではなく、バンド経験者やシティ・ポップ系のシンガー・ソングライターによる楽曲が主流であった。
太田裕美や山口百恵が所属していたCBSソニーの吉田の制作部署では、萩田光雄という編曲家は絶対的な存在であったという。南野のデビュー当時はすでに打ち込みが主流の時代となっていたが、萩田はデジタルと生楽器をブレンドしてオーガニックな手触りを引き出す手法を用いて、軽やかな南野のボーカルを立たせるエレガントなサウンドを構築した。南野の清楚なお嬢様イメージには、萩田の上品なサウンドが大きく貢献していた。

萩田は、個人的に最も楽しかった仕事は南野のプロジェクトであったとし、次のように語った。

## ディスコグラフィ
※最高位はオリコン調べ

### シングル
| No. | タイトル                              | 発売日         | 最高位 | 備 考 |
| --- | ------------------------------------- | -------------- | ------ | --- |
| 1   | 恥ずかしすぎて                        | 1985年6月23日  | 57位   | デビュー曲 |
| 2   | さよならのめまい                      | 1985年11月21日 | 15位   | |
| 3   | 悲しみモニュメント                    | 1986年3月21日  | 6位    | |
| 4   | 風のマドリガル                        | 1986年7月21日  | 5位    | |
| 5   | 接近 (アプローチ)                     | 1986年10月1日  | 6位    | |
| 6   | 楽園のDoor                            | 1987年1月10日  | 1位    | |
| 7   | 話しかけたかった                      | 1987年4月1日   | 1位    | |
| 8   | パンドラの恋人                        | 1987年7月1日   | 1位    | |
| 9   | 秋のIndication                        | 1987年9月23日  | 1位    | |
| 10  | はいからさんが通る                    | 1987年12月2日  | 1位    | |
| 11  | 吐息でネット。                        | 1988年2月26日  | 1位    | |
| 12  | あなたを愛したい                      | 1988年6月18日  | 1位    | |
| 13  | 秋からも、そばにいて                  | 1988年10月8日  | 1位    | |
| 14  | 涙はどこへいったの                    | 1989年2月15日  | 2位    | |
| 15  | トラブル・メーカー／瞳のなかの未来    | 1989年6月21日  | 2位    | 両A面シングル |
| 16  | フィルムの向こう側                    | 1989年11月29日 | 1位    | |
| 17  | ダブルゲーム                          | 1990年6月1日   | 3位    | |
| 18  | へんなの!!/思い出を思い出さないように | 1990年7月1日   | 11位   | |
| 19  | 耳をすましてごらん                    | 1990年8月1日   | 7位    | 本田路津子のカバー |
| 20  | KISSしてロンリネス                    | 1990年11月21日 | 9位    | |
| 21  | 夏のおバカさん                        | 1991年6月8日   | 17位   | |
| 22  | はいからさんが通る/吐息でネット       | 2005年7月27日  | 74位   | 既に発売されているシングルのセルフカバー |
| 23  | 空を見上げて/大切な人                 | 2022年6月23日  | 位     | 『Four Seasons NANNO Selection』（2021年12月発売）にボーナストラックとして収録された16年ぶりの新曲「空を見上げて」「大切な人」の2曲を7インチ・アナログ盤でエントリー。 |

### アルバム

#### オリジナル・アルバム
| No. | タイトル       | 発売日         | 最高位               | 備 考                                             |
| --- | -------------- | -------------- | -------------------- | ------------------------------------------------- |
| 1   | ジェラート     | 1986年4月21日  | LP 2位 CT 3位 CD 2位 |                                                   |
| 2   | VIRGINAL       | 1986年11月1日  | LP 2位 CT 6位 CD 2位 |                                                   |
| 3   | BLOOM          | 1987年5月2日   | LP 2位 CT 2位 CD 2位 |                                                   |
| 4   | GARLAND        | 1987年11月1日  | LP 1位 CT 1位 CD 1位 |                                                   |
| 5   | GLOBAL         | 1988年7月15日  | 総合3位              | CD初回限定盤は「なんの相性診断げえむ」を含む2枚組 |
| 6   | SNOWFLAKES     | 1988年12月14日 | 総合2位              |                                                   |
| 7   | GAUCHE         | 1989年7月12日  | LP 2位 CT 5位 CD 1位 | CD初回生産分には52頁写真集付                      |
| 8   | Dear Christmas | 1989年12月1日  | 総合5位              |                                                   |
| 9   | Gather         | 1990年6月23日  | 総合7位              |                                                   |
| 10  | 夏のおバカさん | 1991年7月1日   | 総合13位             | 全曲本人作曲、栗林誠一郎がコーラスで参加          |

#### ベスト・アルバム／CD-BOX
| No. | タイトル                                                      | 発売日          | 最高位               | 備考 |
| --- | ------------------------------------------------------------- | --------------- | -------------------- | --- |
| 1   | NANNO Singles                                                 | 1988年 3月21日  | LP 1位 CT 1位 CD 1位 | |
| 2   | YOKO'S FAVORITES                                              | 1988年 7月21日  | 総合7位              | シングルB面4曲とおしゃべりを収録したミニ・アルバム                                                                 |
| 3   | NANNO SONGLESS                                                | 1990年 7月15日  |                      | Instrumental集。マイケル・ランドウ、ジェフ・ポーカロ（TOTO）らロサンゼルスのセッションマンが参加。                 |
| 4   | NANNO Singles II                                              | 1991年 1月1日   | 総合9位              | |
| 5   | Diamond Smile                                                 | 1992年 3月25日  | 総合51位             | 未発表曲「Misty Eyes」収録                                                                                         |
| 6   | Pearl Tears                                                   | 1992年 3月25日  | 総合52位             | 未発表曲「これっきりにしよう」収録                                                                                 |
| 7   | Affairs of Yesterday                                          | 1992年 6月21日  | 総合79位             | 南野本人による選曲                                                                                                 |
| 8   | Dear My Best                                                  | 1992年 11月21日 |                      | 2枚組 |
| 9   | GOLDEN J-POP/THE BEST 南野陽子                                | 1998年 8月21日  |                      | 2枚組 |
| 10  | 2000 BEST 南野陽子                                            | 2000年 6月21日  |                      | |
| 11  | DREAM PRICE 1000 南野陽子/楽園のDoor                          | 2002年 10月9日  |                      | |
| 12  | GOLDEN☆BEST 南野陽子 ナンノ・シングルス3+マイ・フェイバリット | 2003年 7月16日  |                      | 2枚組 |
| 13  | NANNO BOX                                                     | 2005年 6月22日  |                      | 新曲を含めた全楽曲のCD10枚とDVD1枚                                                                                 |
| 14  | ナンノ・サウンドトラックス+ソングレス                         | 2006年 6月21日  |                      | 主演映画のサウンドトラック、『NANNO SONGLESS』に「なんの相性診断げえむ」を加えた6枚組                              |
| 15  | ナンノ・アニバーサリー25th                                    | 2010年 11月11日 |                      | 既発表曲の新バージョンと新曲1曲を収録                                                                              |
| 16  | ReFined-Songs Collection〜NANNO 25th Anniversary              | 2011年 2月9日   | 95位                 | 「ナンノ・アニバーサリー25th」の収録曲11曲 （うち1曲は再レコーディング） に新バージョン5曲+1曲を追加収録した全17曲 |
| 17  | ゴールデン☆アイドル 南野陽子 30th Anniversary                 | 2015年 12月9日  | 38位                 | デビュー30周年記念盤・CD5枚組 完全生産限定盤                                                                       |
| 18  | Four Seasons NANNO Selection                                  | 2021年 12月8日  |                      | 2枚組 |
| 19  | 南野陽子 スーパー・ヒット                                     | 2023年 6月9日   |                      | 主要高速道路のサービスエリアなどで販売。                                                                           |
| 20  | Yoko Minamino 40th Anniversary Records                        | 2025年 7月23日  |                      | デビュー40周年記念、全シングル曲と、30代、40代、50代に発表したオリジナル曲を収録した3枚組限定盤レコード。          |

#### 参加アルバム
| No. | タイトル                   | 発売日         | 楽曲                                 | 備考                                                                                                 | 発売元                     |
| --- | -------------------------- | -------------- | ------------------------------------ | --- | -------------------------- |
| 1   | なかにし礼と12人の女優たち | 2015年1月21日  | 「知りたくないの」                   | なかにし礼作家活動50周年を記念し、なかにし礼が作詞した楽曲たちを12人の女優たちがカバーしたアルバム。 | 日本コロムビア             |
| 2   | なかにし礼と13人の女優たち | 2016年9月28日  | 「あなたならどうする」               | なかにし礼作家活動50周年を記念し、なかにし礼が作詞した楽曲たちを13人の女優たちがカバーしたアルバム。 | 日本コロムビア             |
| 3   | Connection                 | 2024年10月23日 | 「Rainforest (feat. Yoko Minamino)」 | Night Tempoのアルバム。                                                                              | ビクターエンタテインメント |

#### サウンドトラック
| No. | タイトル                                                   | 発売日         |
| --- | ---------------------------------------------------------- | -------------- |
| 1   | スケバン刑事II 少女鉄仮面伝説 オリジナル・サウンドトラック | 1986年5月21日  |
| 2   | スケバン刑事 オリジナル・サウンドトラック                  | 1987年3月5日   |
| 3   | はいからさんが通る オリジナル・サウンドトラック            | 1987年12月21日 |
| 4   | 菩提樹リンデンバウム オリジナル・サウンドトラック          | 1988年8月13日  |
| 5   | 幕末2001 OriginalSoundtrack                                | 2001年10月23日 |

### 映像作品・DVD-BOX
| No. | タイトル                                       | 発売日         | 備考                                                                   |
| --- | ---------------------------------------------- | -------------- | ---------------------------------------------------------------------- |
| 1   | ときめき、ください。                           | 1986年6月21日  | ミュージック・ビデオ集                                                 |
| 2   | ファースト・コンサート                         | 1986年11月1日  | ライブ・ビデオ                                                         |
| 3   | NANNO CLUB                                     | 1987年7月22日  | ビデオ・マガジン                                                       |
| 4   | サマー・コンサート                             | 1987年11月21日 | ライブ・ビデオ                                                         |
| 5   | FROM サマー・コンサート                        | 1987年11月21日 | ライブ・ビデオ                                                         |
| 6   | COLORFUL AVE.                                  | 1988年8月1日   | ミュージック・ビデオ集                                                 |
| 7   | ETE DU CINEMA YOKO MINAMINO SUMMER CONCERT '88 | 1988年12月21日 | ライブ・ビデオ                                                         |
| 8   | 思いのままに YOKO MINAMINO SUMMER CONCERT '89  | 1989年11月22日 | ライブ・ビデオ                                                         |
| 9   | JUST SWEET LOVE                                | 1989年11月24日 | 江崎グリコ制作・非売品                                                 |
| 10  | へんなの!!                                     | 1990年9月21日  | ビデオシングルディスク                                                 |
| 11  | ABEND                                          | 1990年11月21日 | ライブ・ビデオ                                                         |
| 12  | 時の流れに                                     | 1991年11月21日 | ライブ・ビデオ                                                         |
| 13  | Dear My Best                                   | 1992年11月21日 | ミュージック・ビデオ集                                                 |
| 14  | NANNO DVD BOX                                  | 2005年9月28日  | 全映像作品+未発売、未公開映像を収納したDVD12枚組                       |
| 15  | NANNO 30th&31st Anniversary                    | 2017年2月22日  | 2016年に行われた30周年記念コンサートの模様（メインは舞浜での追加公演） |

## タイアップ一覧
| 曲名                        | タイアップ                                                                                        |
| --------------------------- | ------------------------------------------------------------------------------------------------- |
| さよならのめまい            | フジテレビ『スケバン刑事II 少女鉄仮面伝説』挿入歌                                                 |
| 接近（アプローチ）          | フジテレビ『時をかける少女』主題歌                                                                |
| 悲しみモニュメント          | フジテレビ『スケバン刑事II 少女鉄仮面伝説』主題歌                                                 |
| 風のマドリガル              | フジテレビ『スケバン刑事II 少女鉄仮面伝説』主題歌                                                 |
| 楽園のDoor                  | 映画『スケバン刑事』主題歌                                                                        |
| 私の中のヴァージニア        | ONKYO「ラディアン」CMソング（ラジオ）                                                             |
| 雪の花片                    | ONKYO「ラディアン」CMソング                                                                       |
| 昼休みの憂鬱                | 富士通パソコン「FM77AV40EX」CMソング                                                              |
| 秋のIndication              | グリコ「セシルチョコレート」CMソング                                                              |
| ひとつ前の赤い糸            | ONKYO「ラディアン」CMソング                                                                       |
| はいからさんが通る          | 映画『はいからさんが通る』主題歌                                                                  |
| はいからさんが通る          | 富士フイルム「フジカラー」CMソング                                                                |
| 雨のむこうがわ              | ONKYO「ラディアン」CMソング                                                                       |
| 吐息でネット。              | カネボウ「フィットネット口紅」「春のバザール」CMソング                                            |
| 秋からも、そばにいて        | グリコ「アーモンドチョコレート」「ポッキー」CMソング                                              |
| カリブへ行きたい            | 富士通パソコン「FM77AV40EX」CMソング                                                              |
| あなたを愛したい            | 映画『菩提樹 リンデンバウム』主題歌                                                               |
| あなたを愛したい            | JR西日本「WENS」CMソング                                                                          |
| JUST SWEET LOVE             | グリコ「セシルチョコレート」CMソング                                                              |
| リフトの下で逢いましょう    | JR西日本「スキートレインJRシュプール号」CMソング                                                  |
| 涙はどこへいったの          | JR西日本「WENS」CMソング                                                                          |
| トラブル・メーカー          | JR西日本「リゾート列車」CMソング                                                                  |
| 瞳のなかの未来              | NHK『青いブリンク』 オープニングテーマ曲                                                          |
| マニキュアがかわく間に      | ONKYO「ラディアン」CMソング                                                                       |
| サマー・フレグランス        | JR西日本企業CMソング                                                                              |
| 耳をすましてごらん          | 日本テレビ『24時間テレビ 「愛は地球を救う」』（1990年）スペシャルドラマ『いつか見た青い空』主題歌 |
| 思いのままに（New Version） | 日本テレビ『24時間テレビ 「愛は地球を救う」』（1990年）メッセージソング                           |
| KISSしてロンリネス          | 浅田飴「クール、ニッキ、バッション」CMソング                                                      |
| Lonely Blue                 | 名鉄「メディアカード」CMソング                                                                    |

## 出演

### テレビ

#### ドラマ
- 名門私立女子高校（1984年11月2日 - 1985年1月25日、日本テレビ） - デビュー作品・北野洋子 役
- 時をかける少女（1985年11月4日、フジテレビ「月曜ドラマランド」、主題歌も担当） - 初主演・和子 役
- スケバン刑事II 少女鉄仮面伝説（1985年11月7日 - 1986年10月23日、フジテレビ） - 主演・麻宮サキ（早乙女志織） 役
- セーラー服恋愛教室 愛のレッスンA!B!C!（1986年1月6日、フジテレビ「月曜ドラマランド」）
- 時にはいっしょに（1986年10月16日 - 12月25日、フジテレビ「木曜劇場」） - 準主役・田川季代 役
- 藤子不二雄の夢カメラ2「ブルートレインブルース」（1987年3月2日、フジテレビ「月曜ドラマランド」） - 主演・小田切雅美 役
- アリエスの乙女たち（1987年4月8日 - 9月23日、大映テレビ / フジテレビ） - 主演・水穂薫 役[149]
- ラジオびんびん物語（1987年8月31日、フジテレビ）第5話「テレビがなんだ!） - DJ南野陽子本人役※番組協力
- 大河ドラマ (NHK）
  - 武田信玄（1988年1月10日 - 12月18日） - 湖衣姫 役、百姓娘おここ 役
  - 西郷どん（2018年） - 幾島 役[注 17]
- 時間ですよスペシャル「天使の誘惑」（1988年3月30日、TBS） - 美南子→宝田ヤスコ 役
- 熱っぽいの!（1988年4月14日 - 7月7日、フジテレビ） - 主演・南条円 役[149]
- 南野陽子のおかしなおかしな大脱走（1988年10月5日、TBS） - 伊丹桜 / 麻利亜 役（二役）
- 追いかけたいの!（1988年10月26日 - 12月21日、フジテレビ） - 主演・白鳥晶 役[149]
- 春燈（1989年1月2日、テレビ朝日「開局30周年記念 新春3時間ドラマスペシャル」） - 主演・岩田綾子 役
- 赤ひげ（1989年4月1日、TBS） - まさえ 役
- 夏樹静子の第三の女（1989年10月16日、TBS「月曜ドラマスペシャル」） - 永原茜 役
- あいつがトラブル（1989年12月2日 - 1990年3月24日、フジテレビ） - 主演・美咲令子 役[149]
- 世にも奇妙な物語（フジテレビ）
  - 第1シリーズ 「遅すぎた恋人」（1990年8月9日） - 主演・なつみ 役
  - 冬の特別編 「王様の耳はロバの耳」（1991年1月3日） - 主演・鏡子 役
  - 第2シリーズ 「あやしい鏡」（1991年11月14日） - 主演・年子 役
- 芸能社会（1990年7月5日 - 9月27日、TBS） - 準主役・坂口愛子 役
- いつか見た青い空!（1990年8月25日、日本テレビ「24時間テレビスペシャルドラマ」、主題歌も担当） - ちはる 役
- 獄門島（1990年9月28日、フジテレビ「男と女のミステリー」） - お小夜 役
- 勝海舟（1990年12月30・31日、日本テレビ「年末時代劇スペシャル」） - 勝順子 役
- 新春・混浴・めでたい旅館物語（1991年1月1日、関西テレビ） - 藤田秋子（次女） 役
- 密愛 2.26に散った恋（1991年2月20日、日本テレビ「水曜グランドロマン」） - 主演・小巻 役
- お兄ちゃん 改札口（1991年10月14日、TBS「月曜ドラマスペシャル」） - 斉木まち子 役
- 素浪人無頼旅（1991年10月31日、テレビ朝日「大型時代劇スペシャル」） - 藤絵 役
- 季節はずれの海岸物語'91秋（1991年11月8日、フジテレビ「金曜ドラマシアター」） - かおり 役
- 忠臣蔵 風の巻・雲の巻（1991年12月13日、フジテレビ） - お艶 役
- 戦国最後の勝利者 徳川家康（1992年1月3日、テレビ朝日） - 徳姫 役
- 素浪人無頼旅II（1992年3月30日、テレビ朝日） - 藤絵 役
- 海外特選ミステリー 香港迷宮行（1992年7月3日、フジテレビ「金曜ドラマシアター」） - 工藤麻砂美 役
- 君のためにできること（1992年7月6日 - 9月28日、フジテレビ） - 関根亮子 役
- 水清冽の長良川 愛されたくて（1992年10月8日、名古屋テレビ）
- ふられ上手（1993年2月4日、読売テレビ「ドラマシティ'93」） - 主演・ミズキアカネ 役
- 過去を追う女（1993年3月26日、TBS） - リツコ / キヨミ役（二役）
- 愛してるよ!（1993年10月11日 - 12月27日、テレビ朝日「月曜ドラマ・イン」） - 久慈紫乃 役
- 大江戸風雲伝（1994年4月18日 - 7月15日、NHK「金曜時代劇」） - その子 役
- 家光謀殺 -三代将軍に迫る謎の暗殺軍団!-（1995年1月3日、テレビ朝日「新春大型時代劇3時間スペシャル」）
- 揺れる想い （1995年1月13日 - 3月24日、TBS「金曜ドラマ」） - 主演・横澤加奈子 役
- 女たちの戦争（1995年8月18日、フジテレビ「金曜エンタテイメント・戦後50年特別企画」） - 準主役
- 新春時代劇 命捧げ候 -夢追い坂の決闘・斬る! 愛も涙も斬らねばならぬ!（1996年1月3日、NHK） - 塚本佐江 役
- 将軍の隠密!影十八（1996年1月27日 - 6月29日、テレビ朝日） - くのいちの幹 役
- きっと誰かに逢うために 最終話（第12話）（1996年3月23日、テレビ東京）
- 忍者返し水の城 宇都宮釣り天井の謎（1996年4月30日、テレビ朝日） - お涼 役
- 刑事追う! 第24話「捜索願い」（1996年9月16日、テレビ東京） - 相川ケイコ 役
- 眠狂四郎 今日あって明日なき命を生きる者!（1996年9月19日、テレビ朝日） - ともえ / 志津乃 役（二役）
- 浅見光彦シリーズ3 唐津佐用姫伝説殺人事件（1996年11月22日、フジテレビ） - 成沢久子 役
- 弁慶 怪力無双の荒法師! 愛と夢を求め戦い続けた波乱の生涯（1997年1月4日、テレビ朝日「新春時代劇スペシャル」）
- 新幹線'97恋物語（1997年4月3日 - 6月26日、TBS） - 津村京子 役
- 一色京太郎事件ノート6 京都火祭り鬼面殺人事件（1997年12月22日、TBS「月曜ドラマスペシャル」） - 美郷 役
- 家康が最も恐れた男 真田幸村（1998年1月2日、テレビ東京「12時間超ワイドドラマ」） - お江の方 役
- マヌケ先生（1998年1月24日、中国放送「開局45周年特別番組」） - 馬場文子 役
- 三毛猫ホームズの黄昏ホテル（1998年2月21日、テレビ朝日「土曜ワイド劇場」） - 相沢弓子 役
- 必要のない人（1998年10月7日- 12月23日、NHK） - 宮本愛 役
- 女医（1999年、読売テレビ）
- 新・南部大吉交番日記（1999年8月12日 - 8月26日、NHK-BS2）
- 笑ゥせぇるすまん（1999年、テレビ朝日） - 加手井まどか 役
- 税務調査官・窓際太郎の事件簿（TBS「月曜ドラマスペシャル」→「月曜名作劇場」） - 樋口直美（広島城東税務署統括官→大津びわ湖税務署署長） 役
  - 第4作（2000年2月28日）、第34作（2018年8月6日）
- パチプロ探偵7（ナナ）（2000年、WOWOW） - 主演・七瀬ナナ 役
- 北アルプス山岳救助隊・紫門一鬼1 北アルプス穂高連峰殺人事件（2001年3月4日、テレビ東京「女と愛とミステリー」） - 片桐三也子 役
- 科捜研の女 Season3 第1話（2001年11月1日、テレビ朝日） - 加納美咲 役
- 女マネージャー金子かおる 哀しみの事件簿1（2002年2月8日、フジテレビ「金曜エンタテイメント」） - 川畑真由美 役
- 弁護士猪狩文助2 罪を逃れて笑う奴（2002年2月11日、TBS「月曜ミステリー劇場」） - 松浦いづみ 役
- 盤嶽の一生 第4話「みちづれ」（2002年4月30日、フジテレビ） - お夏 役
- 一攫千金夢家族（2002年6月10日 - 7月19日、TBS「愛の劇場」） - 主演・杉浦遥 役
- 私は私-私の愛だから（2002年9月7日、フジテレビ） - 主演・星川みち子 役
- 春が来た（2002年9月 - 11月、NHK「金曜時代劇」） - お美代 役
- 一攫千金夢家族2（2003年6月9日 - 7月18日、TBS「愛の劇場」） - 主演・杉浦遥 役
- 森村誠一サスペンス 鬼子母の末裔（2003年9月10日、テレビ東京「女と愛とミステリー」） - 根本（尾形）佳枝 役
- 西村京太郎トラベルミステリー 青函特急殺人ルート（2003年9月13日、テレビ朝日「土曜ワイド劇場」） - 宮下みどり 役
- 陰の季節7 精算（2004年11月29日、TBS「月曜ミステリー劇場」） - 光浦多恵 役
- 和田アキ子 特別企画ドラマ ザ・介護番長（2005年4月7日、TBS） - 相馬麗子 役
- 神楽坂署生活安全課1・迷刑事エイジ&ロク（2005年5月25日、テレビ東京「水曜ミステリー9」） - 伍代茜（刑事） 役
- ヤ・ク・ソ・ク（2005年5月30日 - 7月29日、毎日放送「ドラマ30」） - 主演・井手葉子 役
- 警視庁特殊部隊512（2005年11月29日、日本テレビ「ドラマ・コンプレックス」） - 梶初子 役
- ムコ入り刑事 高山家・明の事件ファイル2（2005年12月12日、TBS「月曜ミステリー劇場」） - 高橋加奈子 役
- 夜王 〜YAOH〜 第1話（2006年1月13日、TBS） - 水前寺紅子 役
- 7人の女弁護士（2006年4月13日 - 6月8日、テレビ朝日） - 田代千春 役
- マイ・スイートホーム〜夢野大吉・夢を売ります〜（2007年1月23日、日本テレビ「火曜ドラマゴールド」） - 毛利沙織 役
- 銭華2 DX豪華版（2007年4月4日、日本テレビ） - 小西由紀子 役
- 週刊 赤川次郎 第7話 - 第13話「青春の決算」（2007年7月 - 9月、テレビ東京） - 安部(森) 靖代 役
- 初恋net.com〜忘れられない恋のうた〜 episode.1 初恋（2007年11月3日、朝日放送「土曜ナイトドラマ」） - 主演・川瀬菜津子 役
- 徳川風雲録 八代将軍吉宗（2008年1月2日、テレビ東京「新春ワイド時代劇」） - 天英院（近衛熙子） 役
- 女刑事ふたり2（2008年3月8日、テレビ朝日「土曜ワイド劇場」） - 野坂万里子 役
- インターホン症候群の女・他人の生活を覗きたがる主婦の秘密（2008年3月15日、テレビ朝日） - 主演・渋谷奈緒美 役
- モンスターペアレント 第2話（2008年7月8日、関西テレビ） - 川本好子 役
- 氷の華（2008年9月6日・7日、テレビ朝日） - 戸田紫織 役
- スクラップ・ティーチャー〜教師再生〜（2008年10月11日 - 12月13日、日本テレビ） - 豪徳寺秋美 役
- 付き人女優・安野すみれ 楽屋裏事件ファイル（2009年1月21日、テレビ東京「水曜ミステリー9」） - 主演・安野すみれ 役 ※南野本人の企画立案による[153]
- キイナ〜不可能犯罪捜査官〜 第4話（2009年2月11日、日本テレビ） - 星宮麗香 役
- 夜光の階段（2009年4月23日 - 6月18日、テレビ朝日「木曜ドラマ」） - 竹崎弓子 役
- メイド刑事 第6話（2009年8月7日、テレビ朝日） - 中与志智子 役
- 歴史大河スペクタクル 唐招提寺1200年の謎〜天平を駆けぬけた男と女たち （2009年11月3日、TBS） - 孝謙（称徳）天皇 役
- まっつぐ 鎌倉河岸捕物控（2010年4月17日 - 8月14日、NHK、土曜時代劇） - おみつ 役
- 万引きGメン・二階堂雪19 カリスマ風水師・死を呼ぶアクセサリー（2010年5月31日、TBS「月曜ゴールデン」） - 風間智子 役
- さすらいの女弁護士 山岸晶（2010年7月24日、朝日放送「土曜ワイド劇場」） - 主演・山岸晶 役
- フェイク 京都美術事件絵巻（2011年1月4日 - 2月8日、NHK「ドラマ10」） - 白石亜子 役
- ハンチョウ〜神南署安積班〜 シリーズ4〜正義の代償〜「第3話」（2011年4月25日、TBS） - 伊丹万里子 役
- 浅見光彦シリーズ40 棄霊島（2011年5月6日・7日、フジテレビ「金曜プレステージ」「土曜プレミアム」） - 篠原雅子 役
- 俺の空 刑事編 第6話（2011年10月20日、テレビ朝日） - 松浦美代子 役
- 山岳刑事1 日本百名山殺人事件（2012年8月20日、TBS「月曜ゴールデン」） - 船木瑠巳加 役
- だんらん（2013年1月4日、関西テレビ「吉本興業創立100周年特別企画 笑福亭仁鶴50周年記念ドラマ」） - 矢沢道子 役
- よろず占い処 陰陽屋へようこそ（2013年10月8日 - 12月17日、関西テレビ） - 沢崎みどり 役
- SPEC〜零〜（2013年10月23日、TBS） - 上野サキ 役（写真出演）
- トクボウ 警察庁特殊防犯課 第3話（2014年4月17日、読売テレビ） - 塩田ヒトミ 役
- 獣医さん、事件ですよ 第9話（2014年8月28日、読売テレビ） - 玉木由紀（クリスタル・ユキ）役
- 赤い霊柩車シリーズ35 黒の審判（2015年6月26日、フジテレビ「金曜プレミアム」） - 佐伯加奈子 役
- NHKスペシャル「私が愛する日本人へ〜ドナルド・キーン 文豪との70年〜」（2015年10月10日、NHK総合）ドラマ部分 - 下宿の主人 役
- 子連れ信兵衛 第5話（2015年12月11日、NHK BSプレミアム、「BS時代劇」） - おもん 役
- 終着駅の牛尾刑事VS事件記者・冴子15 生存者（2016年1月9日、テレビ朝日「土曜ワイド劇場」） - 小松美穂 役
- 最後の贈り物（2016年5月2日、NHK総合「特集ドラマ」） - 君恵 役
- 伝七捕物帳 第5話（2016年8月12日、NHK BSプレミアム、「BS時代劇」） - お滝 役
- ヤッさん〜築地発!おいしい事件簿〜 第5話（2016年8月19日、テレビ東京） - 龍子 役
- 山女日記〜女たちは頂きを目指して〜 第1話・第2話（2016年11月6日・13日、NHK BSプレミアム「プレミアムドラマ」） - 西山美津子 役
- 夏樹静子サスペンス「跳びおりる」（2017年3月18日、フジテレビ） - 主演・水谷悠子 役
- 定年女子 第3・4・最終話（2017年7月23日・30日・8月27日、NHK BSプレミアム「プレミアムドラマ」） - 石原奈美恵 役
- 警視庁ゼロ係〜生活安全課なんでも相談室〜 SECOND SEASON 第7話・第8話（2017年9月8日・15日、テレビ東京） - 長田瞳 役[154]
- 大阪環状線 Part4 ひと駅ごとのスマイル 第6話「桜ノ宮:にせもん桜」（2018年11月24日、関西テレビ[注 18]） - 主演・相沢佳代子 役
- 相棒 season17 第12話（2019年1月23日、テレビ朝日） - 宮川厚子 役
- 家売るオンナの逆襲 第8話（2019年2月27日、日本テレビ） - 棟方幸子 役
- 遺留捜査 新作スペシャル1（2019年11月24日、テレビ朝日） - 名波清香 役
- 当番弁護士 梶原藤子の事件ファイル（テレビ東京） - 村川泰江（検事） 役
  - 第1作（2020年6月22日）、第2作（2021年10月4日）
- 半沢直樹 第1話 - 第4話（2020年7月19日 - 8月9日、TBS） - 平山美幸 役[155]
- 科捜研の女 Season20 最終回2時間スペシャル（2020年12月17日、テレビ朝日） - 安在志津枝 役[156]
- ネメシス 第7話 - 最終話（2021年5月23日 - 6月13日、日本テレビ） - 緋邑晶 役[157]
- ムチャブリ! わたしが社長になるなんて 第4話（2022年2月2日、日本テレビ） - 春乃 役
- 仮面ライダーガッチャード（2023年9月3日 - 2024年8月25日、テレビ朝日） - 一ノ瀬珠美 役[158]
- パラレル夫婦 死んだ"僕と妻"の真実（2025年4月1日 - 6月17日、関西テレビ・フジテレビ） - 平田楓 役[159]

#### その他の番組
アイドル時代の多数の歌番組のほか現在も各種バラエティなどにゲスト出演しており、司会の経験もある。
- おもしろ人間ウォンテッド!!（1985年、日本テレビ） - アシスタント
- NANNOこれしきとんねるず（1988年、KBC） - トーク番組、とんねるずと共演
- 日本アカデミー賞授賞式（1994年、日本テレビ） - 司会
- 快適!住まいるナビ（テレビ東京） - 司会
- ものしり一夜づけ（2003年4月1日 - 2005年3月8日、NHK総合） - 司会
- 宿坊 ココロとカラダ満つる旅（2007年1月18日、NHK BS）[160]
- 笑っていいとも!（2007年4月4日 - 2009年10月1日、フジテレビ） - 水曜日→木曜日レギュラー
- 笑っていいとも!増刊号（2007年4月 - 2009年10月、フジテレビ） - レギュラー
- サラリーマンNEO Season2（2007年、NHK総合） - レギュラー
- 超豪華!!スタア同窓会（2010年7月6日・10月5日・2011年9月6日、日本テレビ） - 司会
- にっぽんの芸能（2011年4月1日 - 2016年3月、NHK教育） - 司会
- ニュース きん5時（2021年4月 - 2024年3月、NHK総合） - コメンテーター、不定期出演
- うたコン「昭和アイドル特集」（2022年4月26日、NHK総合）
- 霜降り明星のゴールデン☆80'S（2022年10月9日・16日、BSフジ） - 斉藤由貴、浅香唯と共演
- ファミリーヒストリー（2023年6月2日、NHK総合）
- そこに山があるから（2023年8月16日 - 、BS朝日） - レギュラー
- 超・乃木坂スター誕生!（2024年5月28日、日本テレビ） - ゲスト出演
- ハマダ歌謡祭・オオカミ少年（2024年9月27日、TBS） - 浅香唯と共演
- With MUSIC（2025年1月11日、日本テレビ）
- うたコン「春!放送100年を彩る名曲SP」（2025年3月4日、NHK総合）

### 映画
- スケバン刑事（1987年2月14日公開、東映） - 主演・麻宮サキ 役
  - 第11回日本アカデミー賞新人俳優賞受賞、スポニチグランプリ新人賞受賞、エランドール賞新人賞受賞
- はいからさんが通る（1987年12月12日公開、東映）[149] - 主演・花村紅緒 役
- 菩提樹 リンデンバウム（1988年8月、東映 & エスワンカンパニー） - 主演・中原麻美 役
- 白い手（1990年4月、東宝） - 古沢彩子（先生） 役・ヒロイン
- ゴールドラッシュ（1990年12月、ワニブックス & 東映） - 佐野川真美 役・ヒロイン
- 福沢諭吉（1991年8月、東映） - ノブ 役
- 寒椿（1992年5月30日公開、東映） - 主演・牡丹（貞子） 役
  - 第16回日本アカデミー賞優秀主演女優賞受賞
- 天国の大罪（1992年10月、東映） - 書店員 役
- 青春デンデケデケデケ（1992年10月、東映） - 助手席の娘 役
- 私を抱いてそしてキスして（1992年11月、東映） - 主演・圭子 役
  - 第16回日本アカデミー賞優秀主演女優賞受賞
- ドライビング・ハイ!（1993年8月、セガ・エンタープライゼスほか） - 主演・薫 役
- 修羅場の人間学（1993年、東映） - 岩崎純子 役
- 東雲楼 女の乱（1994年、東映） - 照香 役
- 三たびの海峡（1995年11月、三たびの海峡制作委員会） - 千鶴 役・ヒロイン
  - 横浜映画祭助演女優賞受賞
- 不法滞在（1996年8月10日公開、アルゴ・ピクチャーズ） - 徳永美奈子 役
- 実録新宿の顔 新宿愚連隊物語（1997年3月15日公開、ムービーブラザーズ） - 三浦弥生（ストリッパー） 役
- 必殺始末人シリーズ（松竹） - かもめ 役
  1. 「必殺始末人」（1997年3月）
  2. 「必殺始末人II」乱れ咲く女役者の夢舞台（1997年7月）
  3. 「必殺始末人III」地獄に散った花びら二枚（1998年2月）
- 大いなる完 -ぼんの-（1998年12月、CIA） - 石倉高子 役・ヒロイン
- 駅に住みよし（2000年11月、ファーストウッド・エンタテイメント） - 主演・北野陽子 役
- 走れ!イチロー（2001年4月、東映） - 松島洋子 役
- 大河の一滴（2001年9月、大河の一滴制作委員会） - 川村亜美 役
- 千年の恋 ひかる源氏物語（2001年12月、東映） - 朧月夜 役
- 新・雪国（2002年1月、「新・雪国」製作委員会・ケイエスエス） - 染乃 役
- 新・仁義なき戦い/謀殺（2003年2月、新・仁義なき戦い 謀殺制作委員会）
- ゴーストシャウト （2004年12月、東京テアトル） - 矢田部愛子 役
- 渋谷物語（2005年3月、東映） - 大原泰子 役
- 深紅（2005年9月、東映） - 井原実子 役
- 鈍獣（2009年、ギャガ・コミュニケーションズ） - 順子ママ 役
- それでも花は咲いていく「エーデルワイス」（2011年） - 安藤加奈子 役
- オムライス（2011年）
- いのちの停車場（2021年、東映） - 若林祐子 役
- 映画ネメシス 黄金螺旋の謎（2023年、ワーナー・ブラザース映画） - 緋邑晶 役[161]

ほか

### 舞台
- リトル・ウィミン - 若草物語（1985年8月、日生劇場）
- ゆずり葉の井戸（1995年3月、帝国劇場）
- 信長（1996年10月、大阪・新歌舞伎座）
- 女坂（1997年9月、東京宝塚劇場）
- 風の盆恋歌
  - 1998年11月、帝国劇場
  - 1999年8月、御園座
- 罠（1999年10月、パルコ劇場・サンケイホール・メルパルクホール福岡・愛知県勤労会館）
- 祇園の姉妹（2000年11月、中日劇場）
- 細雪
  - 2001年5月、帝国劇場
  - 2003年2 - 3月、梅田コマ劇場・博多座
  - 2003年11月、中日劇場
  - 2004年6月、帝国劇場
  - 2005年11月、明治座
  - 2008年2月、博多座・仙台市民会館 他
- 幕末2001（2001年10月 - 11月、本多劇場・大阪近鉄劇場・福岡西鉄ホール・熊本県立劇場・宮崎県立芸術劇場・鹿児島市民文化ホール・大口市民会館）
- 雪国 （2002年2月、御園座）
- てるてる坊主の照子さん（2002年10月、帝国劇場）
- 音楽劇モダン出世双六 天国を見た男（2006年8月、東京芸術劇場・名鉄ホール・シアタードラマシティ）
- ハイ!ミラクルズ（2008年7月、青山円形劇場・兵庫県立芸術文化センター・愛知厚生年金会館 他）
- 反逆児（2009年11月、大阪松竹座）
- GACKT 眠狂四郎無頼控 （2010年5月、日生劇場）
- 吉本百年物語 笑う門には、大大阪（2012年7月8日 - 8月2日、なんばグランド花月）
- 探偵〜哀しきチェイサー・雨だれの挽歌（2013年3月 - 5月、東京紀伊國屋サザンシアターほか全35公演）
- 台所太平記（2015年6月、明治座）
- 志村魂 志村けん一座 第10回公演（2015年7月、中日劇場・明治座 / 2015年8月、明石市市民会館・島根県民会館・松山市民会館）
- 山内惠介 東京・明治座初座長公演「1963年 父の青春 僕はあの日の高校3年生」（2018年8月、明治座）[162]
- なくなるカタチとなくならないキモチ（2022年10月18日 - 19日、横浜ラポール / 10月21日 - 23日、インディペンデントシアター） - 主演
- 朗読劇「アネト 〜姉と弟の八十年間の手紙〜」（2022年11月23日、兵庫県立芸術文化センター）[163]
- 松尾波儔江 三十三回忌追善「泣いたらあかん」（2023年5月28日 - 6月20日、新歌舞伎座 / 7月1日 - 23日、博多座）
- 神戸の湊、千年の交々（2024年12月7日、兵庫県立芸術文化センター 阪急中ホール）[164]
- 方南ぐみ企画公演 朗読劇「青空」（2025年2月1日、俳優座劇場）[165]

### ラジオ

#### レギュラー
- 南野陽子 セピア色のメロディ（1990年10月 - 1991年4月、TBSラジオ）
- 須田慎一郎 南野陽子の 誰にもわかる“経済学”（2020年10月 - 2024年9月、文化放送）
- 南野陽子 落書きだらけのクロッキーブック（1985年10月 - 1986年4月、ニッポン放送）
- 南野陽子 ナンノこれしきっ!（1986年10月 - 1990年6月、ニッポン放送）[4]
- 南野陽子 今日はナンノ日っ!（2006年10月2日 - 2011年9月30日、ニッポン放送） - 月曜〜金曜 ※2014年11月24日、2015年11月23日、2016年11月23日、2017年5月3日、2018年5月3日、2019年5月2日、2020年5月5日、2021年5月5日、2022年5月3日、2023年5月3日[166]、2024年12月20日[167]に特番として放送

### CM・広告
- キリンビバレッジ「KIRIN LEMON 2101」（1985年 - 1986年）※ 杉本哲太との共演作
- NTT「ホワイトテレホンカード」（1985年）
- ダリヤ「ベネルック化粧品・聖なる女（ひと）」（1985年 - 1987年）※ 泉晶子との共演バージョンもある
- ハウス食品「コロコロリン」「冷し中華」「さかなかな?」「フルーツインゼリー」 （1985年 - 1987年）
- 富士写真フイルム「フジカラーHR」「フジカラー・スーパーHR」ほか各種（1985年 - 1988年）[168]
- KDD「国際ダイヤル通話」（1986年）
- ONKYO「ラディアン」（1986年 - 1989年）
- フジテレビ「夢咲案内人・春のフジテレビキャンペーン」（1987年）
- 江崎グリコ 「セシルチョコレート」「ポッキー」「アーモンドチョコレート」ほか各種 （1987年 - 1990年）※ 岩城憲・本田美奈子との共演バージョンもある
- 富士通「FM-77AV40EX/20EX」・「FMRシリーズ」「FM TOWNS」（1987年 - 1989年）
- 郵便局「年賀状はお早めに」（1987年）
- カネボウ化粧品「BIO フィットネット口紅」（1988年）
- JR西日本（1988年 - 1991年 ※京阪神・中国・北陸エリア）
- 資生堂ファイントイレタリー「シャワーソープ」（1989年 - 1990年）
- 浅田飴「浅田飴クール、ニッキ、パッション」「浅田飴水飴」（1989年 - 1991年）
- 名鉄「メディアカード」（1991年）
- 東京都「ストップAIDSキャンペーン」（1992年）
- 郵便貯金会館「メルパルク」（1993年）
- 関西デジタルホン （1994年）
- 霞町開発プロジェクト「スパワールド」（1997年、関西地区ローカル）※ 松方弘樹と共演
- コーセーコスメニエンス「RELIVE」（2003年）
- 太田胃散「太田漢方胃腸薬II」「太田胃散整腸薬」（2006年 - 2011年）
- シュワルツコフヘンケル「syossヘアカラー」（2011年 - 2012年）
- 武田薬品工業「グラフィエ スキンケアシリーズ」（2015年 - ）

## 書籍

### 単行本
- ORE BOOKS 1・まるごと南野陽子BOOK（1987年9月、講談社） ISBN 978-4-06103-102-9
- 月夜のくしゃみ（1989年7月、角川書店） - エッセイ ISBN 978-4-04883-241-0
- 南野陽子 Beauty Book（2010年6月、主婦と生活社） - 美容テクニック&エッセイ ISBN 978-4-39113-866-5[注 19]

### 写真集
- 陽子をひとりじめ……（1986年4月、講談社） - 撮影：野村誠一
- スケバン刑事II写真集（1986年9月、白泉社） - 撮影：大松龍
- 映画「スケバン刑事」写真集 愛のセーラー服戦士（1987年、バンダイビジュアル）
- 生のまま天使風来（1988年11月、ワニブックス） - 撮影：野村誠一
- Yoko Minamino-my dear（TYO tiny pictures）（1991年1月、CBSソニー出版） - 撮影：野村誠一ほか
- 南野陽子 Great-ALL SELECTION（1991年4月、講談社） - 撮影：沢渡朔ほか
- FLOWERS（2004年10月、集英社） - 撮影：山内順仁

### 連載
- 週刊プレイボーイ（集英社）「月待の窓」（1994年11月 - 1995年7月）
- 夕刊フジ「あしたは、満月!」
- 月刊『CIRCUS』（KKベストセラーズ）「賢者の贈り物」（2007年3月 - 2009年8月）
- 月刊『からだにいいこと』（祥伝社）「月下美人対談」（2007年4月 - 2008年4月）